# Saint-Cierge-la-Serre

Saint-Cierge-la-Serre este o comună în departamentul Ardèche din sud-estul Franței. În 2009 avea o populație de 246 de locuitori.